# Olfa Bouaziz
Pour les articles homonymes, voir Bouaziz.
Olfa Bouaziz, née le 2 octobre 1979, est une tireuse sportive tunisienne.

## Carrière
Olfa Bouaziz est médaillée de bronze en pistolet à air comprimé à 10 mètres aux championnats d'Afrique 2007 au Caire.
Elle remporte aux championnats d'Afrique 2010 à Tipaza la médaille d'or en pistolet à 25 mètres et la médaille d'argent en pistolet à air comprimé à 10 mètres.